# Деляна Хаджиянкова
Деляна Хаджиянкова е българска актриса.

## Ранен живот
Родена е в град Бургас на 6 май 1964 г.

## Кариера
Хаджиянкова завършва актьорско майсторство за драматичен театър във ВИТИЗ в класа на професор Николай Люцканов с асистенти Маргарита Младенова и Здравко Митков през 1986 г. Прави професионалния си дебют на актриса в ролята на Вела във „Вампир“ в Драматичен театър „Стоян Бъчваров“.
Играе в постановки като „Топаз“ и „Майки и дъщери“ в Драматичния театър в Бургас, както и в „Приказка за стълбата“ на Иван Добчев в театралната работилница „Сфумато“ и други.
Хаджиянкова понякога се занимава с дублаж. Озвучава Мириям в анимационния филм „Принцът на Египет“ и участва в дублажа на филма на Клинт Ийстууд, „Гран Торино“.
От 2022 г. е в трупата на Сатиричния театър „Алеко Константинов“ по програма „Мелпомена“.

## Телевизионен театър
- „Песен за сбогуване“ (1988) (Петър Анастасов)

## Филмография
| Година    | Филми и Сериали                                      | Серии | Копродукции | Роля                                    |
| --------- | ---------------------------------------------------- | ----- | ----------- | --------------------------------------- |
| 2020-2021 | Братя (тв сериал)                                    | 65    |             | Снежана Папазова                        |
| 2016      | Куче                                                 |       |             | Албена                                  |
| 2015-2016 | Връзки (тв сериал)                                   | 19    |             | (в III серия)                           |
| 2012      | Кантора Митрани (тв сериал)                          | 12    |             | д-р Сирун Бояджин (в 2 серии: IV и XII) |
| 2004      | Боси                                                 |       |             | госпожата/Мадам                         |
| 2000      | Хайка за вълци (тв сериал)                           | 6     |             | Даря                                    |
| 1998      | Застраховката                                        |       |             | Маргот                                  |
| 1996      | Горски дух                                           |       |             | Катинка                                 |
| 1995      | Вълкадин говори с Бога                               |       |             | Павлинка                                |
| 1994      | Коледни апаши                                        |       |             |                                         |
| 1992      | Куршум за рая                                        |       |             | Кина                                    |
| 1991      | Брътвежите на родилката (Les caquets de l'accouchée) |       | Франция     |                                         |
| 1990      | Разходки с ангела                                    |       |             | любимата Фифи                           |
| 1987      | Нощем по покривите                                   | 2     |             | Малката Надежда                         |
| 1986      | Стая за трима                                        |       |             |                                         |
| 1985      | Смъртта може да почака                               |       |             | Мария Ликина – Марго                    |
| 1982      | Кеят на малките кораби                               |       |             |                                         |